# Азизов, Магомедфазил Загидинович
Магомедфази́л Загиди́нович Ази́зов (29 марта 1963, Икра, Курахский район, ДАССР, РСФСР, СССР) — российский государственный деятель, депутат Государственной думы II созыва. Министр образования и науки Республики Дагестан (2002—2006, 2010—2013).

## Биография
Родился 29 марта 1963 году в селении Икра Курахского района.
В 1985 году окончил Дагестанский государственный университет по специальности «историк, преподаватель истории и обществоведения». С 1985 по 1987 год — работал в школе. Затем поступил в аспирантуру Дагестанского научного центра РАН. В 1990 году окончил Международный институт бизнеса и права (Махачкала) по специальности «экономист».
С 1991 по 1994 год работал заместителем директора Касумкентского консервного завода.
В 1994 году избирался депутатом Горсобрания Махачкалы.
С 1994 по 1996 год был президентом АО «Юждаг-Экс». В марте 1995 года был избран депутатом Народного Собрания Республики Дагестан.
В 1996 году назначен заместителем министра финансов Дагестана.
В марте 1998 года был избран депутатом Государственной Думы РФ вместо перешедшего на работу в Правительство РФ Рамазана Абдулатипова. На дополнительных выборах по Буйнакскому одномандатному избирательному округу № 10 Магомедфазил Азизов получил 60 % голосов избирателей. Был членом депутатской группы «Российские регионы», членом Комитета по делам национальностей.
С 2000 по 2002 год вновь работал заместителем министра финансов Дагестана.
В 2002 году назначен министром образования Дагестана. С 2006 года — советник Президента Дагестана.
В марте 2010 года вновь назначен министром образования и науки Дагестана.
Кандидат экономических наук.
Женат, воспитывает двоих детей.